# 马黑麻虎答遍迭
马黑麻虎答遍迭（?—?），是叶尔羌汗国吐鲁番地區的总督，父親是和田總督忽雷失·蘇丹。
1575年四月，阿力仆把都兒成為吐鲁番总督，明神宗封他為土魯番王。1583年十月，又有马黑麻虎答遍迭成為吐鲁番地區的新总督、土魯番王。1594年五月，阿力仆把都兒等一百一十一位土魯番的首領向明朝入貢，明朝依例款待，頒賜為王。
他後被阿不都哈林鎮壓，服罪後仍為吐鲁番总督。